# Reichswehr
Die Reichswehr war während der Weimarer Republik und in den ersten Jahren des Nationalsozialismus von 1921 bis 1935 „die Wehrmacht der Deutschen Republik“. Die deutschen Streitkräfte waren in jener Zeit als Berufsarmee organisiert. Die Reichswehr bestand aus Reichsheer und Reichsmarine. Nachdem das Deutsche Heer im Januar 1919 aufgelöst worden war und in ein Friedensheer umgeformt werden sollte, beschloss die Reichsregierung im März 1919 die Bildung einer vorläufigen Reichswehr. Aufgrund der Bedingungen des Versailler Vertrages von 1919 unterlagen Umfang und Bewaffnung der Reichswehr starken Beschränkungen. Nach der von Adolf Hitler 1935 verkündeten „Wiedererlangung der Wehrhoheit“ (Wiedereinführung der Wehrpflicht u. ä.) ging die Reichswehr in der neuen Wehrmacht auf.
Die Reichswehr agierte als Staat im Staate, und ihre Führung war ein wichtiger politischer Machtfaktor innerhalb der Weimarer Republik. Teils unterstützte die Reichswehr wie im Ebert-Groener-Pakt die demokratische Staatsform, teils unterstützte sie mit der Schwarzen Reichswehr antidemokratische Kräfte. Die Reichswehr sah sich als Kaderarmee, welche die Expertise des alten kaiserlichen Militärs erhalten und somit die Basis für eine Wiederaufrüstung bilden sollte.

## Struktur der Reichswehr

### Rüstungsbeschränkung durch Versailler Vertrag
Im V. Teil des Friedensvertrags von Versailles hatte sich Deutschland 1919 verpflichtet, „um den Anfang einer allgemeinen Beschränkung der Rüstungen aller Nationen zu ermöglichen“, den Umfang und die Bewaffnung seiner Streitkräfte derart zu beschränken, dass sie ausschließlich zur Aufrechterhaltung der Ordnung innerhalb Deutschlands und als Grenzschutz verwendet werden konnten.
Die Personalstärke war entsprechend den Bestimmungen der Siegermächte des Ersten Weltkrieges in den Artikeln 159 bis 213 des Vertrages auf ein Berufsheer von 100.000 Mann zuzüglich einer 15.000 Mann starken Marine limitiert. Die Einrichtung eines Generalstabs blieb untersagt. Schwere Waffen wie Artillerie oberhalb des Kalibers 105 mm (Marinegeschütze oberhalb 203 mm), Panzerfahrzeuge, U-Boote und Großkampfschiffe waren verboten, ebenso jegliche Art von Luftstreitkräften. Die Bestimmungen wurden bis 1927 von der Interalliierten Militär-Kontrollkommission überwacht.
Die Rüstungsbeschränkungen umging die Reichswehrführung durch eine Reihe geheimer und illegaler Maßnahmen: Dazu zählten der heimliche Aufbau einer sogenannten Schwarzen Reichswehr, Sicherung einer militärischen Luftfahrt-Infrastruktur durch zivile Tarnfirmen (siehe: Deutsche Verkehrsfliegerschule), unerlaubte Waffentests mit Artillerie, Flugzeugen und Panzern in der Sowjetunion (siehe: Vertrag von Rapallo), die Einrichtung einer Führergehilfenschulung, welche bestimmt war, die verbotene Generalstabsausbildung zu kompensieren sowie die Aufrechterhaltung des Generalstabs im neu geschaffenen Truppenamt. In der Statistischen Gesellschaft wurde zusammen mit dem Reichsverband der Deutschen Industrie Planungen für die Rüstungsindustrie ausgearbeitet. Mit Hilfe von Offizieren im Ruhestand wurden Volkssportschulen meist in der Nähe ehemaliger Truppenübungsplätze gegründet, in denen zur Vorbereitung der Ausbildung von Infanteristen Übungsleiter für Wehrsport ausgebildet wurden. Dies fand vor allem in Norddeutschland auch mit Unterstützung des Stahlhelms statt. Andere Hilfsmittel waren der Einsatz von z. B. Panzerattrappen für Übungszwecke.
Die Reichswehr sah sich im eigenen Selbstverständnis als „Kaderarmee“ oder „Führerarmee“, das bedeutet, dass jeder Soldat so ausgebildet wurde, dass er die Eignung für höhere Verantwortungsstufen erlangte, was wiederum Grundvoraussetzung für den schnellen Aufwuchs des Heeres nach der Verkündung der Wehrhoheit durch das NS-Regime im Jahre 1935 werden sollte.

### Entstehung
Am 9. November 1918 erfolgte während der Novemberrevolution die Ausrufung der Republik sowie die Abdankung Wilhelms II., worauf der Deutsche Kaiser in die Niederlande flüchtete.
Zwei Tage später wurde der Waffenstillstand von Compiègne am 11. November 1918 unterzeichnet, womit die – neue – Regierung der zügigen Räumung der besetzten Gebiete zustimmte. Tags darauf begann der Rückzug an der Westfront, bis zum 17. Januar 1919 waren auch die linksrheinischen Gebiete frei von deutschem Militär. Nun galt es, diese immer noch mehrere Millionen Soldaten zählenden Verbände der „Alten Armee“ schrittweise abzurüsten. Dies geschah üblicherweise in den jeweiligen Heimatgarnisonen; für die Regimenter mit linksrheinischen Garnisonen wurden Demobilisierungsorte im Innern des Reichs bestimmt.
Der Rat der Volksbeauftragten und die Oberste Heeresleitung beabsichtigten, nach der Demobilisierung noch bestehende Truppenteile in ein Friedensheer zu überführen. Am 19. Januar 1919 erließ die Reichsregierung die „Vorläufigen Bestimmungen über die Bekleidung des Friedensheeres“ im Armeeverordnungsblatt 1919, Nr. 85; die am 6. Februar 1919 zusammengetretene Weimarer Nationalversammlung beschloss aber am 6. März 1919 das Gesetz über die Bildung einer vorläufigen Reichswehr. Es ermächtigte den Reichspräsidenten,

„das bestehende Heer aufzulösen und eine vorläufige Reichswehr zu bilden, die bis zur Schaffung der neuen reichsgesetzlich zu ordnenden Wehrmacht die Reichsgrenzen schützt, den Anordnungen der Reichsregierung Geltung verschafft und die Ruhe und Ordnung im Innern aufrechterhält.“

Die Stärke dieses Heeres sollte 400.000 Mann betragen.
Das Gesetz über die Bildung einer vorläufigen Reichsmarine vom 16. April 1919 ermächtigte ihn,

„die bestehenden Formationen der bisherigen Kriegsmarine aufzulösen und eine vorläufige Reichsmarine zu bilden, die bis zur Schaffung der neuen, reichsgesetzlich zu ordnenden Wehrmacht die deutschen Küsten sichert, durch Minenräumen, Ausübung der Seepolizei und sonstige Unterstützung der Handelsschiffahrt sicheren Seeverkehr ermöglicht, die ungestörte Ausübung der Fischerei gewährleistet, im Verein mit der Reichswehr den Anordnungen der Reichsregierung Geltung verschafft und Ruhe und Ordnung aufrechterhält.“

Die Stärke der Marine sollte 20.000 Mann betragen.
Vom 1. Oktober 1919 bis zum 1. April 1920 wurden die Streitkräfte der sogenannten Vorläufigen Reichswehr in das 200.000 Mann starke „Übergangsheer“ transformiert. Gleichzeitig entfielen die bisherigen Verbände und Dienststellen der alten Armee. Über den Zwischenschritt von 150.000 Mann im Oktober 1920 wurde bis 1. Januar 1921 die endgültige Heeresstärke von 100.000 Mann erreicht. Damit wurde zum 1. Januar 1921 die Reichswehr formiert, wobei das Wehrgesetz vom 23. März 1921 die näheren Einzelheiten regelte.

### Eid
Die Soldaten wurden auf die Weimarer Verfassung vereidigt:

„Ich schwöre Treue der Reichsverfassung und gelobe, daß ich als tapferer Soldat das Deutsche Reich und seine gesetzmäßigen Einrichtungen jederzeit schützen, dem Reichspräsidenten und meinen Vorgesetzten Gehorsam leisten will.“

### Gliederung

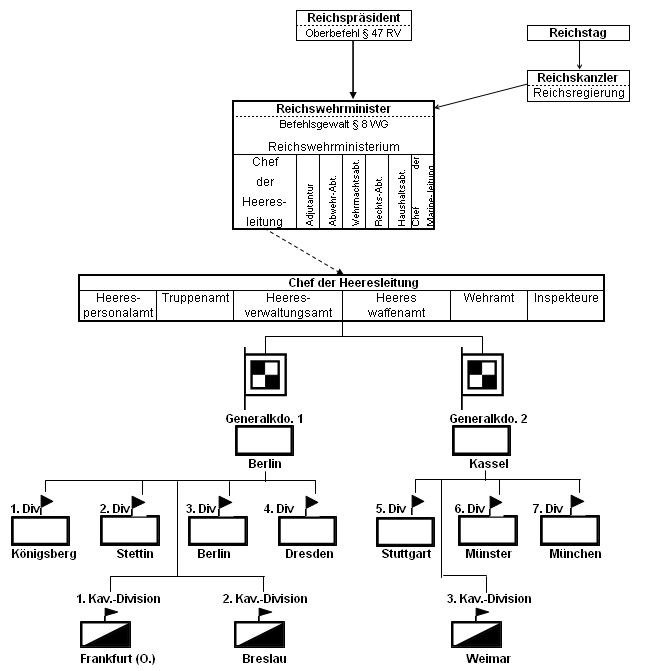
Kommandostruktur des Reichsheeres

Die Reichswehr war gegliedert in Reichsheer („100.000-Mann-Heer“) und Reichsmarine. Das Reichsheer bestand aus sieben Infanterie- und drei Kavalleriedivisionen, wobei alle Verbände neu durchnummeriert wurden. Territorial war das Reichsgebiet in sieben Wehrkreise eingeteilt (I–VII). Es gab zwei Gruppenkommandos, Nr. 1 in Berlin und Nr. 2 in Kassel. Die Marine war in Marinestation der Ostsee und die Marinestation der Nordsee aufgeteilt. Für die Unteroffiziere und Mannschaften betrug die Dienstzeit 12 Jahre, für Offiziere 25 Jahre.
Das Wehrgesetz beendete die Militärhoheit der Länder, beließ aber Sachsen, Württemberg, Baden und Bayern eine beschränkte Selbstständigkeit. Der Freistaat Bayern stellte insofern eine Besonderheit dar, als der Wehrkreis VII das gesamte Landesgebiet mit Ausnahme der Pfalz umfasste und in der hier stationierten 7. (bayerischen) Division nur Bayern dienten. Dieser Verband genoss als Bayerische Reichswehr bis 1924 gewisse Autonomierechte gegenüber der Reichsregierung.
→ Regimenter und Divisionen der Reichswehr

### Befehlshaber der Reichswehr

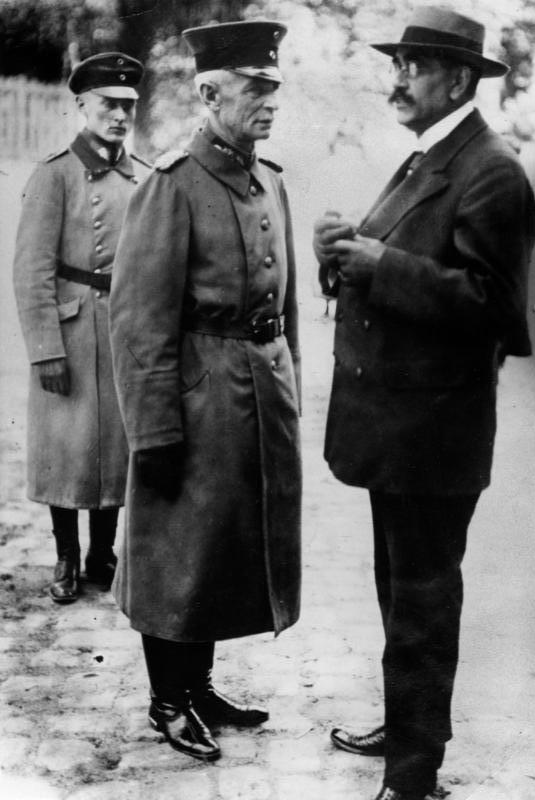
Gustav Noske (rechts) mit Walther von Lüttwitz (1920)

Laut Artikel 47 der Weimarer Verfassung hatte der Reichspräsident „den Oberbefehl über die gesamte Wehrmacht des Reiches“. Dabei galten nach Artikel 50 seine Anordnungen und Verfügungen „auch auf dem Gebiete der Wehrmacht“ nur nach Gegenzeichnung durch den Reichskanzler oder den zuständigen Minister, der dadurch die Verantwortung übernahm. In Bezug auf die Befehlsgewalt war dies der Reichswehrminister.
In der Weimarer Republik amtierten zwei Reichspräsidenten: Friedrich Ebert bis 1925, ihm folgte Paul von Hindenburg. Erster Reichswehrminister war Gustav Noske, der nach dem Kapp-Putsch 1920 von Otto Geßler abgelöst wurde. 1928 übernahm Wilhelm Groener das Amt, dessen Stellvertreter Kurt von Schleicher ihn 1932 ablöste. Von Schleicher amtierte auch während seiner zweimonatigen Kanzlerschaft kommissarisch weiter. Vor der Ernennung Hitlers zum Reichskanzler ernannte Hindenburg eigenmächtig – nicht, wie es in der Verfassung vorgeschrieben war, auf Vorschlag des Kanzlers – Werner von Blomberg zum Reichswehrminister. Er sollte dabei helfen, die Nationalsozialisten zu „zähmen“, unterstützte diese aber später z. B. durch die Vereidigung der Reichswehr auf Hitler. Allerdings opponierte Blomberg im weiteren Verlauf der Geschichte deutlich und offen gegen Hitlers Pläne eines Angriffskriegs und wurde 1938 im Rahmen der Blomberg-Fritsch-Krise seiner Ämter enthoben.
Unter dem Reichswehrminister standen die Befehlshaber der beiden Teilstreitkräfte, der Chef der Heeresleitung und der Chef der Marineleitung. Chef der Heeresleitung war anfangs Walther Reinhardt. Nach dem Kapp-Putsch übernahm Hans von Seeckt diesen Posten. 1926 folgte ihm Wilhelm Heye. Heye wurde 1930 von Kurt von Hammerstein-Equord abgelöst, der am 27. Dezember 1933 sein Abschiedsgesuch einreichte. Sein Nachfolger wurde Werner von Fritsch. Chef der Marineleitung waren nacheinander Paul Behncke (bis 1924), Hans Zenker (bis 1928) und Erich Raeder.

### Soziale Zusammensetzung
Bei dem beschränkten Umfang der Armee war eine sorgfältige Auswahl des Personals möglich. Erfahrene Führungskräfte kamen aus der „Alten Armee“ des Kaiserreichs. Der Adelsanteil der Offiziere lag 1925 bei 24 % nach 30 % im letzten Friedensjahr 1913 und folgte damit dem langfristigen Trend der Reduzierung des Anteils adliger Offiziere. Große Teile des Offizierskorps vertraten ein konservatives, monarchistisches Weltbild und lehnten die Weimarer Republik ab. Insbesondere innerhalb des ehemaligen Adels stand man aber auch dem Nationalsozialismus nicht völlig unkritisch gegenüber (siehe Adel und Nationalsozialismus).
Unter den 4000 Offizieren der neu gegründeten Reichswehr befanden sich 500 die mindestens zeitweise eine Generalstabsstelle besetzten. Häufig wiesen die Offiziere eine Mischung aus Front- und Stabserfahrung auf. Nur rund zehn Prozent der Offiziere mit Pour le Mérite, dem höchsten Militärorden, wurden übernommen.
Einer Demokratisierung der Truppe stemmten sich Reichswehrführung und Offizierskorps erfolgreich entgegen. Bevorzugt wurden Rekruten aus den vornehmlich konservativ geprägten ländlichen Gegenden Deutschlands. Der Reichswehrführung galten sie im Vergleich zu den jungen Männern städtischer Herkunft nicht nur als körperlich überlegen, sondern auch als robust gegenüber den „Versuchungen“ der Sozialdemokratie.

### Offiziere der Reichswehr
Das Heer der Reichswehr durfte nach den Bestimmungen des Friedensvertrags von Versailles nur 4.000 Offiziere haben, während die Marine 1.500 Offiziere und Deckoffiziere umfassen durfte. Das Offizierskorps des Heeres umfasste 3.718 Truppenoffiziere, darunter 3 Generale, 14 Generalleutnante, 24 Generalmajore, 105 Obersten, 189 Oberstleutnante, 373 Majore, 1.098 Hauptleute und Rittmeister, 1.274 Oberleutnante und 637 Leutnante. Dazu kamen noch 80 Offiziere mit Spezialaufgaben und 202 Militärbeamte im Offiziersrang. 1918 umfasste das deutsche Offizierskorps noch 227.081 Offiziere, davon waren 38.118 aktive Offiziere, also Berufsoffiziere. Die in die Reichswehr übernommenen Offiziere waren fast alle Generalstabsoffiziere. Von den rund 15.000 Offizieren, die während des Krieges zu Offizieren befördert worden waren, übernahm die Reichswehr nur wenige, da diese Frontoffiziere dem Offiziersleben in Kasino, Kaserne und Gesellschaft fremd gegenüber waren. Demokratisch gesinnte Offiziere wurden nicht in die Truppe übernommen. Radikal nationale Offiziere wurden bis auf wenige Ausnahmen, insbesondere nach dem Kapp-Putsch, aus der Truppe entfernt. Die politische Einstellung des Offizierskorps war monarchistisch; man gab sich nach außen hin loyal gegenüber der Republik. Während der Adelsanteil an der deutschen Bevölkerung nur 0,14 % betrug, stammten durchschnittlich 23,8 % der Offiziere der Reichswehr aus dem Adel. Dabei war Anteil der adeligen Offiziere bei den einzelnen Waffengattungen extrem unterschiedlich. Bei der Kavallerie waren 1920 50 % der Offiziere Adelige. Hingegen waren bei den Nachrichtentruppen nur 5 % und bei den Pionieren nur 4 % adelige Offiziere. Von den rund 1.000 Unteroffizieren, die 1919 zu Offizieren befördert wurden, blieben bis 1928 nur 117 oder 3,5 % der Offiziere in der Reichswehr. Für die Auswahl der Offizieranwärter war in der Reichswehr wie in der Armee des Kaiserreichs der jeweilige Regimentskommandeur zuständig. Die aufgenommenen Offizieranwärter stammten fast ausschließlich aus traditionell militärnahen Kreisen; 96 % der Offizieranwärter 1926 stammten aus den oberen Gesellschaftsschichten. Ende der 1920er Jahre kamen zudem fast 50 % der Offizieranwärter aus Offiziersfamilien, da es die Reichsregierung versäumte, das Einstellungsverfahren für Offizieranwärter unter staatliche Kontrolle zu bringen. Die Homogenität des Offizierskorps der Reichswehr war sogar größer als im Kaiserreich. So stammten die Offiziere 1912/13 zu 24 % aus Familien aktiver oder ehemaliger Offiziere, 1926/27 waren es 48 %, die aus Offiziersfamilien stammten.

## Das Verhältnis der Reichswehr zur Weimarer Republik

### Die Krisenjahre 1919–1923

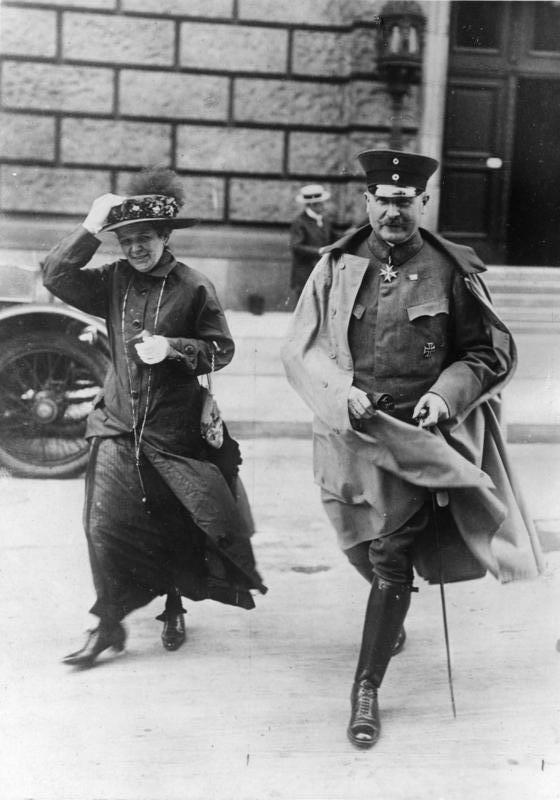
Groener 1917 mit seiner Frau

Nach der Niederlage im Ersten Weltkrieg stellte die bisherige Oberste Heeresleitung (OHL) unter Wilhelm Groener dem Rat der Volksbeauftragten unter Friedrich Ebert die Dienste der Armee zur Verfügung.

#### Zusammenwirken mit rechten Freikorps gegen „rote Reichsfeinde“
Die Reichswehr sicherte damit der neuen Regierung das Überleben. In den krisengeschüttelten frühen 1920er Jahren wurde das Militär vor allem im Kampf gegen aufständische linke Kräfte eingesetzt, wie etwa beim Spartakusaufstand 1919.
Den 1923 aufgelösten Freikorps überließ die Reichswehr überall dort die „Landesverteidigung“, wo ihr der Versailler Vertrag die Hände band oder die eigene Personalstärke nicht ausreichte (Grenzkampf gegen polnische und litauische Freischärler, Einsatz gegen die „Rote Ruhrarmee“ im entmilitarisierten Rheinland). Mit nationalistischen Freikorps kooperierte sie, als sie im Oktober und November 1923 anlässlich der sogenannten „Reichsexekutionen“ gegen linke Regierungen in
Thüringen und Sachsen vorging. Zu den politisch rechts stehenden, republikfeindlichen Wehrverbänden (Stahlhelm, Kyffhäuserbund) pflegte die Reichswehrgeneralität enge Kontakte, obwohl sie sich offiziell als „unpolitisch“ bezeichnete.

#### Passivität beim Kapp-Putsch
Im März 1920 wurde die Reichswehr von der politischen Führung nicht gegen den Kapp-Putsch eingesetzt. Der Chef des Truppenamtes, Hans von Seeckt, hatte sich vorher mit der angeblichen Formulierung „Reichswehr schießt nicht auf Reichswehr“ dagegen ausgesprochen. Seeckt besaß allerdings auch keine Kommandogewalt. Der Chef der Heeresleitung und damit oberste Militär Walther Reinhardt war für den Einsatz der treuen Reichswehrverbände. Jedoch gaben weder Reichswehrminister Gustav Noske noch die Reichsregierung den Befehl zum Einsatz. Der kommunistische Ruhraufstand, der während des Kapp-Putsches im Ruhrgebiet und Sachsen begann, wurde dagegen rücksichtslos niedergeschlagen; Teilnehmer des Kapp-Putsches waren daran beteiligt. Als Folge des Putsches wurde der bisherige Reichswehrminister Gustav Noske (SPD) durch Otto Geßler (DDP) ersetzt.

#### Heimliche Rüstungskooperation mit der Sowjetunion
Seit 1921 versuchte die Führung der Reichswehr im Geheimen in Zusammenarbeit mit der Roten Armee entgegen dem Versailler Vertrag die Reichswehr zu erweitern, neue Waffensysteme einzuführen und eine Luftwaffe aufzubauen. Deutschland unterstützte die Entwicklung moderner Technologien und konnte eigene Soldaten in der Sowjetunion ausbilden lassen.
Im Februar 1923 reiste der neue Chef des Truppenamtes, Generalmajor Otto Hasse, zu Geheimverhandlungen nach Moskau. Deutschland unterstützte den Aufbau der sowjetischen Industrie, Kommandeure der Roten Armee erhielten eine Generalstabsausbildung in Deutschland. Dafür erhielt die Reichswehr die Möglichkeit, Artilleriemunition aus der Sowjetunion zu beziehen, Flieger- und Panzerspezialisten auf sowjetischem Boden auszubilden und dort chemische Kampfstoffe herstellen und erproben zu lassen. In der russischen Stadt Lipezk wurde eine geheime Fliegerschule und Erprobungsstätte der Reichswehr gegründet und etwa 120 Militärpiloten, 100 Luftbeobachter und zahlreiches Bodenpersonal als Stamm für eine zukünftige deutsche Fliegerwaffe ausgebildet. Bei Kasan wurden Panzerfachleute ausgebildet, allerdings erst ab 1930 und nur ungefähr dreißig. In Tomka (bei Saratow) wurden Kampfstoffe gemeinsam erprobt und entwickelt.
Im Dezember 1926 legte der Sozialdemokrat Philipp Scheidemann im Reichstag diese Zusammenarbeit offen und stürzte damit die Regierung unter Wilhelm Marx. 1931 wurde der Journalist Carl von Ossietzky wegen eines Berichts über die schon bekannte Zusammenarbeit wegen Landesverrats verurteilt.

#### Kooperation mit dem amerikanischen Militär
Neben der Sowjetunion war 1930 die USA das beliebteste Reiseziel für Reichswehroffiziere geworden. Seit 1923 entwickelte die Reichswehr in einer Serie von in- und halboffiziellen Besuchen eine rege Reisediplomatie über den Atlantik hinweg. Die Bedeutung, die man diesen Beziehungen beimaß, wird durch die USA-Besuche des Chefs der Marineleitung Hans Zenker 1926, des Chefs der Heeresleitung Wilhelm Heye 1927 und einer zweimonatigen Inspektionsreise des Chef des Truppenamtes Werner von Blomberg 1929 deutlich. Während die Sowjetunion einen Übungsplatz bot, lieferte die US-Armee neuestes organisatorisches und militärtechnisches Wissen auf dem Gebiet der Panzerwaffe, des Artilleriewesens, chemischen Kriegsführung und vor allem der Luftfahrt und der Kriegswirtschaft für die Zeit „nach Versailles“. Nach Wilhelm Deist waren diese freundschaftlichen Beziehungen für die Reichswehr außerordentlich vorteilhaft.

#### Seeckt im Jahr 1923

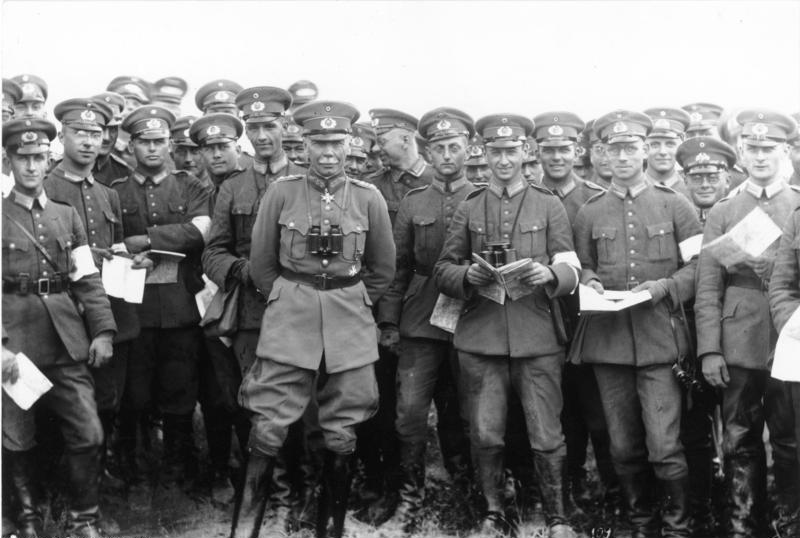
Hans von Seeckt bei einer Reichswehrübung

Die Ruhrbesetzung 1923 zeigte auch die Schwäche der Reichswehr. Als Reaktion auf einen Versuch in Bayern, eine Rechtsdiktatur zu errichten, übertrug Ebert im November die vollziehende Gewalt auf Reichswehrminister Geßler. Damit lag die Gewalt in der Realität bei Seeckt, dem Chef der Heeresleitung, der eine Reichsexekution gegen die Regierung unter Gustav Ritter von Kahr verhinderte. Beteiligt war auch Otto von Lossow, der bayerische Wehrkreiskommandeur. Er wurde von Geßler seines Amtes enthoben. Wie Seeckt in einem Brief, den er nicht abschickte, schrieb, sympathisierte er mit der Regierung in München und betrachtete die Weimarer Verfassung nicht als noli me tangere (dt.: „rühr mich nicht an!“). Sie widerspreche seinem politischen Denken. Weiterhin führte er in dem Brief aus, dass er auf Grund des fehlenden Vertrauens der Reichswehr zur Regierung von Gustav Stresemann einen Bürgerkrieg voraussehe, der nur durch einen Umschwung der Regierung verhindert werden könne. Er äußerte die Überzeugung, dass sich eine Regierung ohne Unterstützung der Reichswehr nicht lange würde halten können. Den Hitlerputsch vom 8./9. November 1923 unterstützte er jedoch nicht.
Als Seeckt am 3. November seine Bereitschaft zur Kanzlerschaft andeutete und Ebert dies mit Hinweis auf außenpolitische Gründe und seine Unentbehrlichkeit als Chef der Heeresleitung ablehnte, akzeptierte Seeckt die Ablehnung. Er wollte von einem Putsch, wie ihn einige hohe Offiziere gefordert hatten, nichts mehr wissen. Im Februar 1924 gab Seeckt die diktatorischen Vollmachten, die er von Ebert erhalten hatte, wieder ab.

### „Unpolitischer“ Waffenträger oder demokratieferner „Staat im Staate“

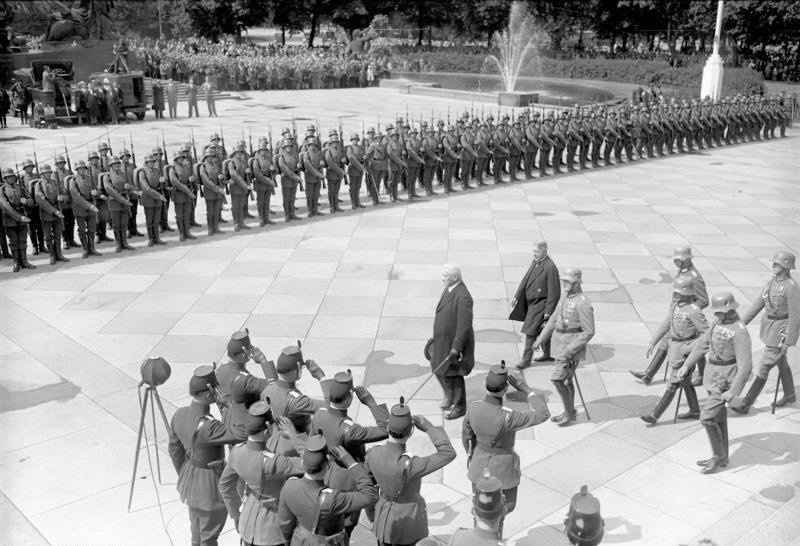
Paul von Hindenburg schreitet eine Ehrenkompanie der Reichswehr ab (1926)

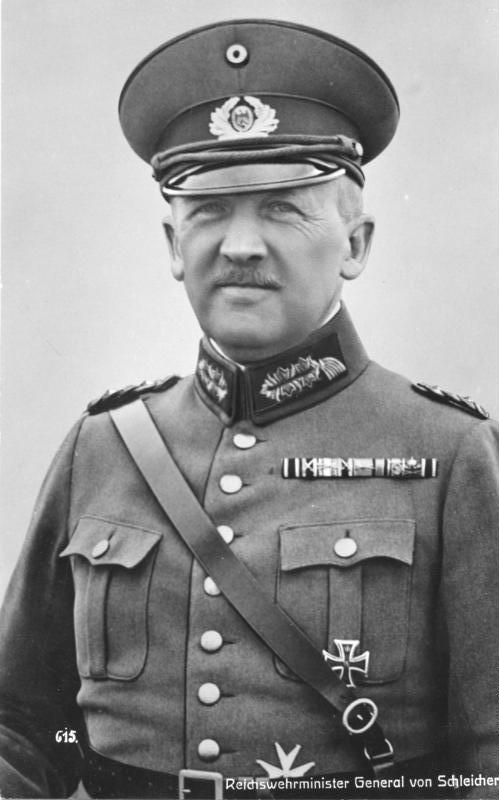
Kurt von Schleicher 1932

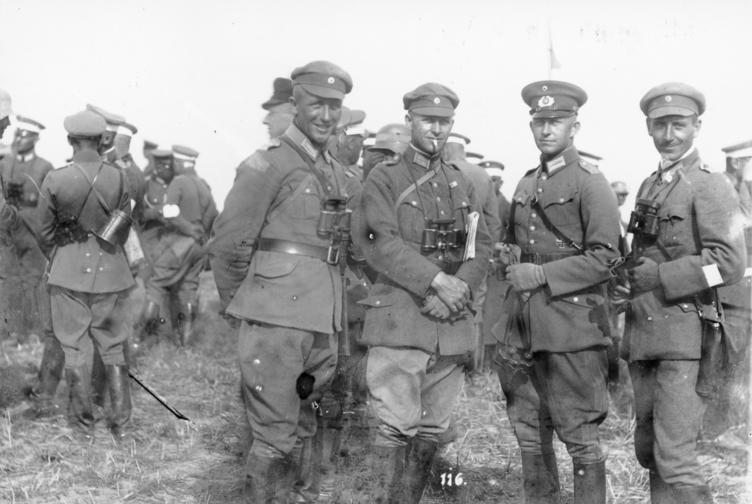
Gruppenmanöver der 5. und 7. Division in Bayern, Württemberg und Baden 1926. Zweiter von rechts der damalige Hauptmann Alfred Jodl, links daneben sein Bruder Ferdinand Jodl

1925 wurde mit dem Vertrag von Locarno eine gewaltsame Änderung der Westgrenzen ausgeschlossen, und 1926 trat Deutschland dem Völkerbund bei. Die Position der Reichswehr kann gut durch Gespräche zwischen Reichspräsident Ebert und Seeckt, dem Chef der Heeresleitung, dargestellt werden. Auf die Frage, wo die Reichswehr stehe, antwortete Seeckt: Die Reichswehr steht hinter mir. Auf die Frage, ob die Reichswehr zuverlässig sei, antwortete er: Ob sie zuverlässig ist, weiß ich nicht, aber mir gehorcht sie.
Nach der Wahl Paul von Hindenburgs zum Reichspräsidenten (1925) wurde er als Sieger von Tannenberg statt Seeckt zur Identifikationsfigur der Soldaten. Am 8. Oktober wurde Seeckt wegen der Teilnahme eines Sohnes des früheren Kaisers an einem Manöver entlassen, allerdings gab es wahrscheinlich auch andere Gründe, wie die Kritik an der undemokratischen Führung der Reichswehr.
Nach dem Kapp-Putsch hatte sich die Reichswehr unter Seeckt und Geßler offiziell „unpolitisch“ verhalten. Angehörige der Reichswehr hatten kein Wahlrecht, unterlagen der reichswehrinternen Jurisdiktion und waren damit losgelöst vom gesellschaftspolitischen Werdegang. Wegen ihrer unmittelbaren Unterstellung unter den Reichspräsidenten und durch den Ebert-Groener-Pakt konnte sich die Armee eine weitgehende innere Autonomie sichern. Sie nutzte dies, um der Reichsregierung – z. B. während des Kapp-Putschs – den Gehorsam zu verweigern. Die Autonomie auch bei der Auswahl des Personals sowie ihr Wertekodex und die Ansicht, dem Staat und nicht der Staatsform zu dienen, machten die Reichswehr in Verbindung mit der eigenen Jurisdiktion unter dem Reichspräsidenten zum schwer kontrollierbaren „Staat im Staate“.
Ein Beispiel für die steigende Kritik war nach der Entlassung Seeckts der Vorschlag von Reichstagspräsident Paul Löbe, die Anstellung von Rekruten nur noch von deren körperlicher Tauglichkeit abhängig zu machen. Er wollte damit erreichen, dass die Zusammensetzung der Reichswehr dem Gesamtbild der Gesellschaft näherkomme. Die Reichswehr war, zumal im Offizierskorps, stark nationalkonservativ-protestantisch geprägt, die Mannschaften kamen zum großen Teil aus Agrar- und Handwerksberufen. Nicht von ungefähr fand denn etwa in diesen Kreisen die republikfeindliche Dolchstoßlegende zahlreiche Anhänger. Abgesehen davon war der Dienst im Heer für andere Gruppen der Gesellschaft ohnehin weniger attraktiv. Die praktizierte Personalauswahl entsprach aber genau den Vorstellungen der Reichswehrführung („erwünschte Kreise“).

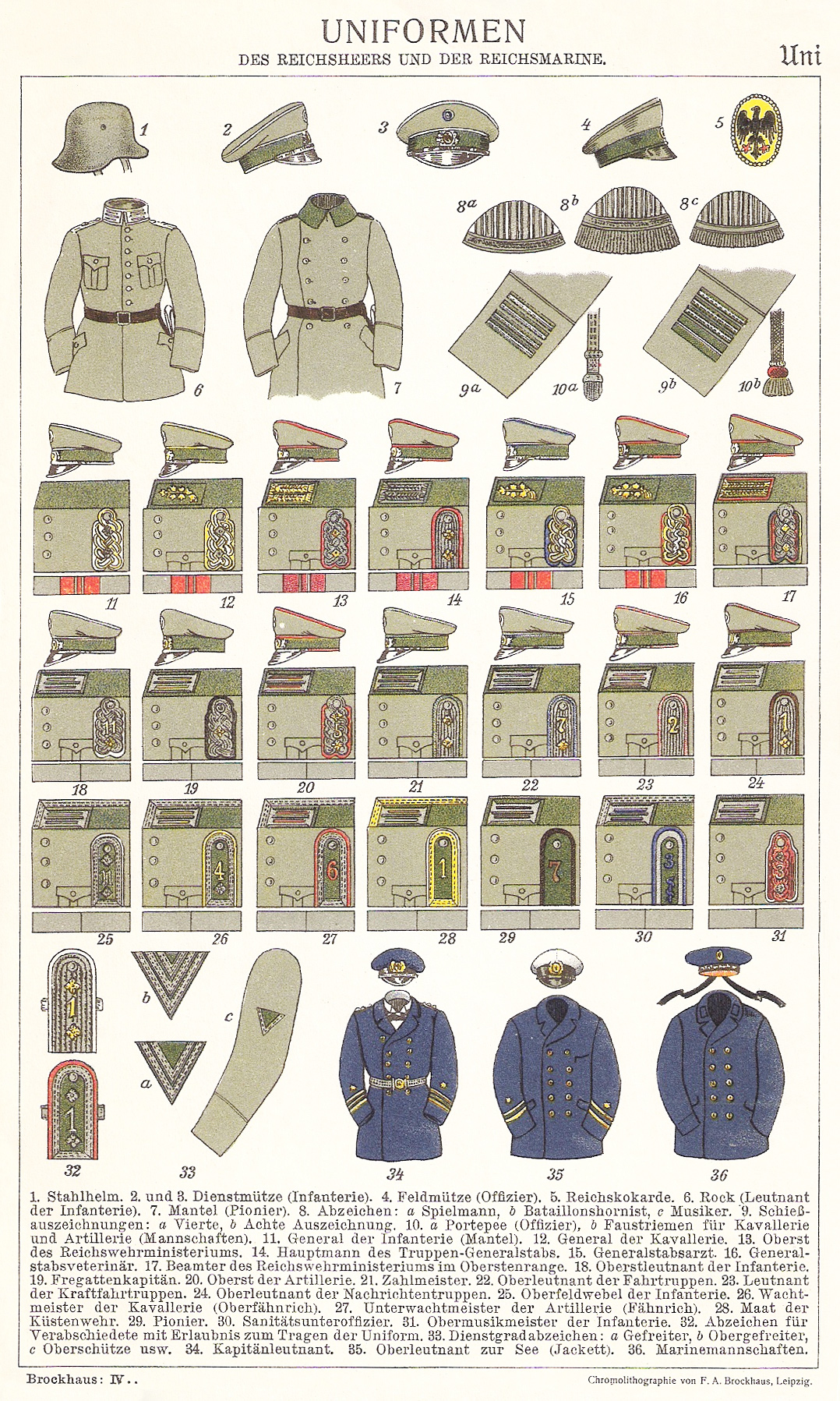
Uniformdarstellung der Reichswehr, Stand 1926

Deshalb erntete Löbe heftigen Widerspruch aus konservativen Kreisen. Sie waren der Meinung, eine Öffnung würde das Niveau der Reichswehr senken. Während in der Reichswehr der Krieg weiterhin als Mittel zur Durchsetzung politischer Ziele gesehen wurde, war die Politik mit dem Vertrag von Locarno und dem Dawes-Plan eher auf die Erhaltung des Friedens und der Völkerverständigung ausgerichtet. Seeckt und seine Offiziere waren gegen den Beitritt zum Völkerbund und sahen durch den Pazifismus der Linken auch ihre Existenz bedroht.
Nachfolger Seeckts wurde Wilhelm Heye, allerdings gewann vor allem der damalige Abteilungsleiter im Reichswehrministerium Kurt von Schleicher an Macht. Unter seiner Führung griff die Reichswehr stärker in die Politik ein, um ihre Ziele zu erreichen, und die Republik und die Reichswehr rückten näher zusammen. Die Reichswehr akzeptierte die Demokratie als Staatsform und Groener sah sie als wichtigen Teil des Volkes und Machtinstrument der Deutschen Republik.
Im Februar 1927 wurde die Interalliierte Militär-Kontrollkommission, die bis dahin die Abrüstung überwacht hatte, abgezogen.
Der Beschluss zum Bau des kampfkräftigen Panzerschiffs A, das den Bestimmungen des Versailler Vertrags entsprach, eine Prestigefrage, brachte 1928 Hermann Müller und seiner Koalition (28. Juni 1928 bis 27. März 1930) Probleme. Für die Reichswehrführung war die Entscheidung zum Bau eine politische Grundsatzentscheidung. Schon der Haushalt 1929 enthielt die erste Rate für das Panzerschiff B.
Der Gewinner der Annäherung zwischen Republik und Reichswehr war vor allem die Reichswehr. Sie erreichte eine Erhöhung des Wehretats. Eine Kritik am Wehretat wurde als Angriff auf die Reichswehr und damit den Staat betrachtet.

### Das Ende der Weimarer Republik

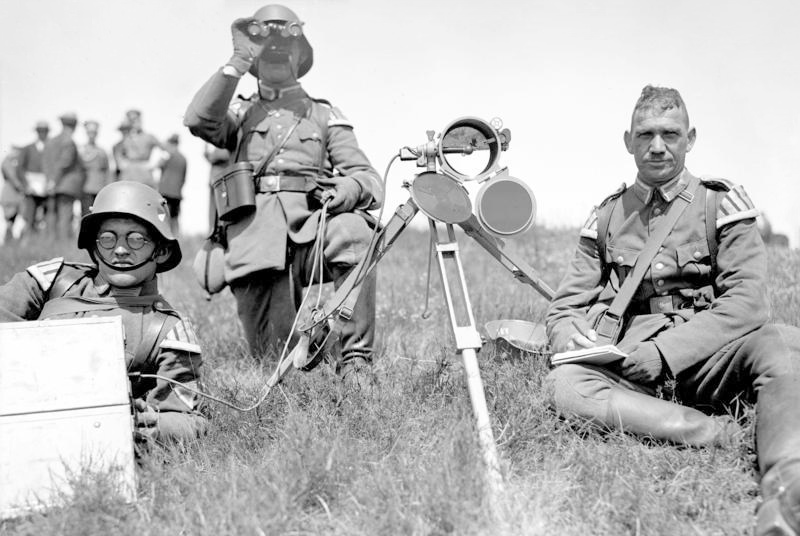
Soldaten der Reichswehr während eines Manövers, 1930

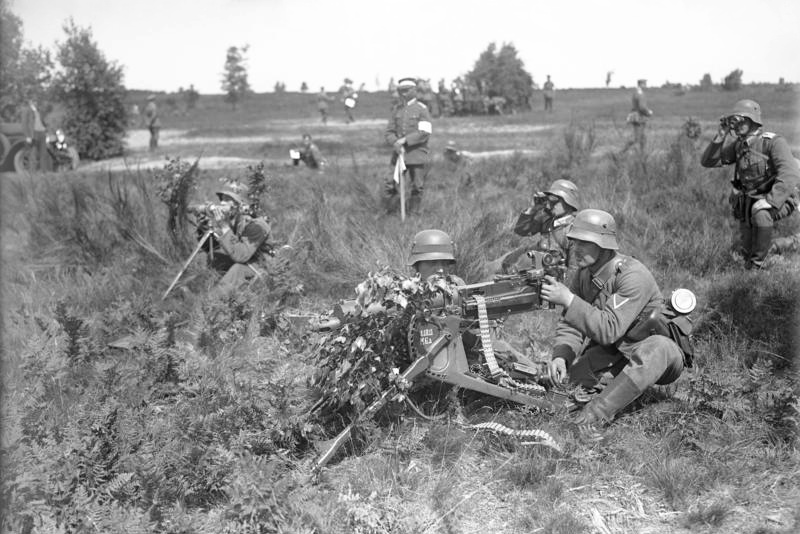
Soldaten während des Reichswehrherbstmanövers im Raum Frankfurt an der Oder, 1930

Durch die Präsidialkabinette ab 1930 wurde die Macht der Reichswehr wieder größer, da nun der frühere Chef der OHL, Hindenburg, an der Macht war. Heinrich Brüning wurde als ehemaliger Soldat von der Reichswehr akzeptiert und verschonte diese von seinen unbeliebten Sparmaßnahmen. Franz von Papen und General Kurt von Schleicher erwogen, die Reichswehr zur Abschaffung der Demokratie einzusetzen. Außerdem war eines der Hauptziele eine im Interesse der Reichswehr liegende Revision des Versailler Vertrages.
Als 1930 drei Offiziere (Leutnant Richard Scheringer, Leutnant Hanns Ludin und Oberleutnant Hans Friedrich Wendt) wegen nationalsozialistischer Betätigung in der Reichswehr vor Gericht standen, kam es zum Legalitätseid Hitlers.
Bei der Bildung der Harzburger Front 1931 waren auch hochrangige Mitglieder der Reichswehr anwesend.
1932 verbot Groener, der inzwischen auch Innenminister geworden war, die SA. Er verlor damit das Vertrauen der Reichswehr und musste zurücktreten.
Am 13. September 1932 wurde auf Initiative der Generäle Wilhelm Groener und Kurt von Schleicher das Reichskuratorium für Jugendertüchtigung zur Wehrerziehung der deutschen Jugend gegründet.
Beim Preußenschlag wurde die vollziehende Gewalt in Berlin und Preußen vorübergehend an die Reichswehr übertragen.

### Verhältnis zur NSDAP
Nach Klaus-Jürgen Müller strebten die deutschen Militärs nach einer „Weltmachtstellung“ Deutschlands. Dabei macht er zwei Richtungen aus, die sich in diesem Fernziel einig waren, aber unterschiedliche Methoden verfochten. Die eine „abenteuerliche“ Richtung, deren Repräsentant Hans von Seeckt war verfocht einen deutsch-sowjetischen Revanchekrieg gegen Polen und Frankreich. Die andere „modernere“ Richtung die Kurt von Schleicher repräsentierte und sich Ende der Zwanziger Jahre durchsetzte, setzte auf eine Kombination aus politischen, militärischen und ökonomischen Faktoren. Wobei zu aller erst Deutschlands ökonomische Position gestärkt werden sollte und Frankreich in die Rolle eines Juniorpartners gebracht werden sollte. Die so errungene Vormachtstellung in Europa sollte die Basis für eine Weltmachtstellung bilden. In diesem Streben sieht Müller eine der „Kontinuitätslinien“ der deutschen Entwicklung vom Kaiserreich bis in den Nationalsozialismus und die Ursache für eine „Entente“ von Gruppen der traditionellen Eliten und der Hitlerbewegung im Jahre 1933. Hitler war bei der Machtergreifung auf deren Unterstützung angewiesen, während diese wiederum Hitlers Anhängerschaft als „Massenbasis“ benötigten.

### Die Reichswehr unter Hitler

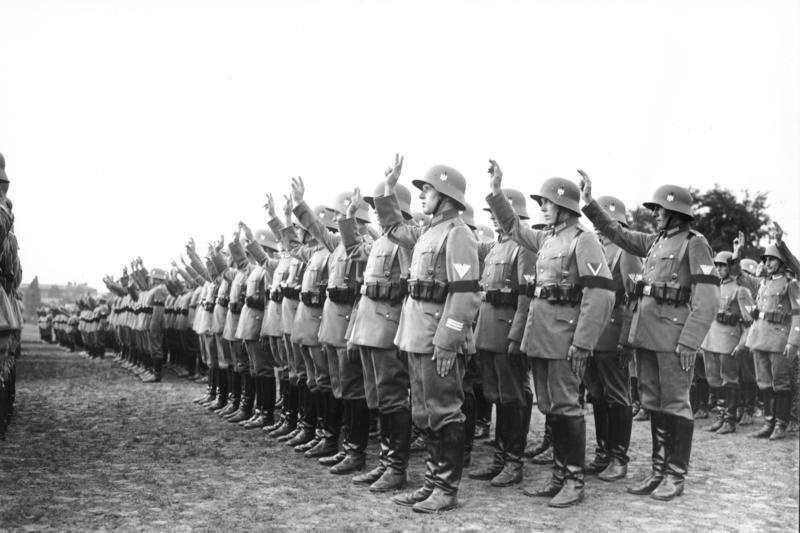
Vereidigung von Reichswehr-Soldaten auf Hitler (August 1934)

Nach der Machtergreifung im Reich benötigte Adolf Hitler die Armee für die NS-Außenpolitik und entschied sich, der erfahrenen und leistungsfähigen Reichswehr gegenüber der Parteitruppe SA den Vorzug zu geben. Er stellte bereits am 3. Februar 1933 den Generälen sein Regierungsprogramm vor. Unter anderem versprach er ihnen, dass die Reichswehr der alleinige Waffenträger Deutschlands bleibe, und kündigte die Wiedereinführung der Wehrpflicht an (Liebmann-Aufzeichnung). Die Reichswehr hoffte einerseits auf verstärkte Bemühungen zur Revision des Versailler Vertrags und den Aufbau eines starken Militärs und einer straffen Staatsführung. Man befürchtete aber auch, dass die Reichswehr von der 3 Millionen Mitglieder zählenden SA verdrängt werden könnte. Die Reichswehr unterstützte Hitler bei der Entmachtung der SA im Sommer 1934, als das Gerücht verbreitet worden war, Röhm hätte Putschpläne und ein „Röhm-Putsch“ stehe bevor, den es zu vereiteln gelte.
Die SS ermordete zwei Generäle der Reichswehr (Kurt von Schleicher und Ferdinand von Bredow) – das Offizierkorps nahm dies widerspruchslos zur Kenntnis.
Am Todestag des Reichspräsidenten Paul von Hindenburg, dem 2. August 1934, ließ der Reichswehrminister Werner von Blomberg die Reichswehr auf Hitler vereidigen (siehe Führereid).
Am 1. März 1935 wurde die Luftwaffe gegründet und am 16. März die Wiedererlangung der Wehrhoheit verkündet und die allgemeine Wehrpflicht gesetzlich wieder eingeführt; dies verstieß gegen den Versailler Vertrag. Im selben Gesetz wurde die Reichswehr in „Wehrmacht“ umbenannt. Am 1. Juni 1935 wurde das Reichsheer in „Heer“ und die Reichsmarine in „Kriegsmarine“ umbenannt.